# Slaget om Kanton (1857)
Slaget om Kanton utkämpades i Guangzhou (Kanton) av brittiska och franska styrkor mot Qingimperiet den 28–31 december 1857 under det andra opiumkriget.
Trots att den brittiska Royal Navy hade förstört de kinesiska djonkerna under sommaren, fördröjdes ett angrepp på Kanton av det indiska sepoyupproret. Brittiska och franska trupper rekognoscerade staden den 22 december. Striden började 28 december med en marin beskjutning och intagandet av Lins fort några kilometer inåt land, och nästa dag landsteg trupper i Kupar Creek sydost om staden. Kineserna trodde att de attackerande styrkorna skulle försöka inta Magazine Hill innan de gav sig på stadsmuren, men efter bombardemang på morgonen den 29 december, som avslutades vid 9-tiden, klättrade franska trupper med lite motstånd över murarna. De hade dock anlänt för tidigt, så de möttes av eld från sina egna vapen. Över 4700 brittiska och indiska soldater och 950 franska besteg stadsmuren, med endast 13 brittiska och två franska döda. Staden ockuperades en vecka, varefter trupperna gick in på stadens gator på morgonen den 5 januari. Vissa rapporter uppskattar att tiotusentals kineser dödades eller tillfångatogs och nästan 30 000 bostäder brändes ned, men andra källor begränsar Kinas förluster till 450 soldater och 200 civila.

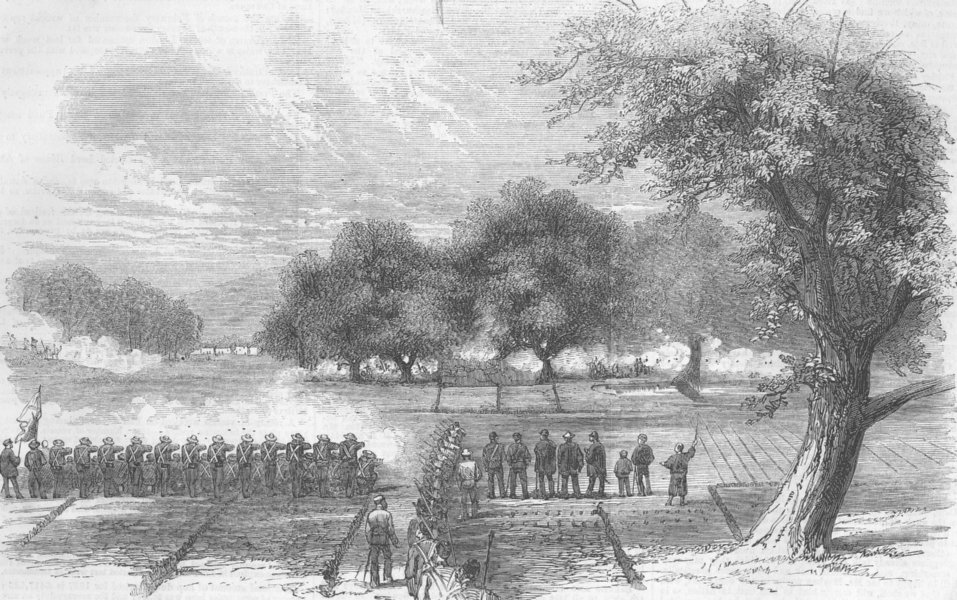
Intagandet av Sai-Lau 1858

Ye Mingchen, vicekungen i Guangdong och Guangxi, tillfångatogs och fördes till Calcutta där han dog ett år senare. Sedan brittiska och franska trupper hade ockuperat staden etablerade de ett gemensamt styre. Delvis på grund av striden och den efterföljande ockupationen ville kineserna undvika en upprepning av slaget i Peking. Fördraget i Tianjin undertecknades den 26 juni 1858, vilket avslutade det andra opiumkriget. 